# Robin Østrøm
Robin Østrøm (Koppenhága, 2002. augusztus 9. –) dán és norvég korosztályos válogatott labdarúgó, a dán Silkeborg hátvédje.

## Pályafutása

### Klubcsapatokban
Østrøm a dán fővárosban, Koppenhágában született. Az ifjúsági pályafutását a Tårnby és a B.93 csapatában kezdte, majd az Odense akadémiájánál folytatta.
2020-ban mutatkozott be az Odense első osztályban szereplő felnőtt keretében. Először a 2020. június 7-ei, Esbjerg ellen 3–1-re megnyert mérkőzés 90+5. percében, Mads Frøkjær-Jensen cseréjeként lépett pályára. Első gólját 2022. augusztus 7-én, az Aarhus ellen hazai pályán 2–1-es vereséggel zárult találkozón szerezte meg. 2022. augusztus 23-án a Silkeborg szerződtette.

### A válogatottban
Østrøm az U19-esben Dániát, míg az U20-as és az U21-es korosztályú válogatottakban Norvégiát képviselte.
2021-ben debütált a norvég U21-es válogatottban. Először a 2021. szeptember 3-ai, Ausztria ellen 3–1-re megnyert mérkőzésen lépett pályára. Első válogatott gólját 2022. november 22-én, Csehország ellen 4–0-ás győzelemmel zárult barátságos mérkőzésen szerezte meg.

## Statisztikák
2023. március 8. szerint
| Klub      | Szezon   | Osztály          | Bajnokság | Bajnokság | Kupa  | Kupa | Nemzetközi | Nemzetközi | Összesen | Összesen |
| Klub      | Szezon   | Osztály          | Meccs     | Gól       | Meccs | Gól  | Meccs      | Gól        | Meccs    | Gól      |
| --------- | -------- | ---------------- | --------- | --------- | ----- | ---- | ---------- | ---------- | -------- | -------- |
| Odense    | 2019–20  | Danish Superliga | 6         | 0         | 0     | 0    | —          | —          | 6        | 0        |
| Odense    | 2020–21  | Danish Superliga | 12        | 0         | 4     | 0    | —          | —          | 16       | 0        |
| Odense    | 2021–22  | Danish Superliga | 11        | 0         | 4     | 0    | —          | —          | 15       | 0        |
| Odense    | 2022–23  | Danish Superliga | 1         | 1         | 0     | 0    | —          | —          | 1        | 1        |
| Odense    | Összesen | Összesen         | 30        | 1         | 8     | 0    | 0          | 0          | 38       | 1        |
| Silkeborg | 2022–23  | Danish Superliga | 3         | 0         | 3     | 0    | 2          | 0          | 8        | 0        |
| Összesen  | Összesen | Összesen         | 33        | 1         | 11    | 0    | 2          | 0          | 46       | 1        |

## Sikerei, díjai
Odense
- DBU Pokalen
  - Döntős (1): 2021–22